# Fokker E.IV
El Fokker E.IV va ser la variant final de l'avió de combat Eindecker que va ser operat per Alemanya durant la Primera Guerra Mundial.

## Disseny i desenvolupament

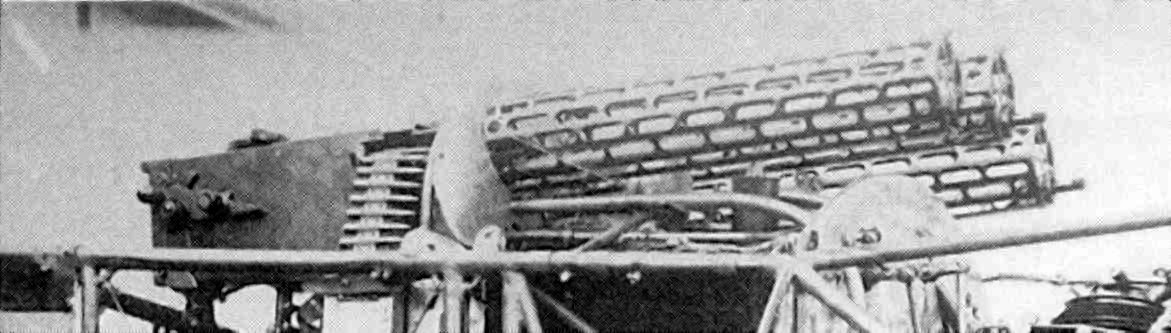
El trio de metralladores lMG 08 suposadament en l'E.IV de Kurt Wintgens

Donada la designació Fokker de «M.15», l'E.IV era essencialment un Fokker E.III allargat impulsat pel motor rotatiu de 14 cilindres Oberursel U.III de 119 kW (160 CV), una còpia del Gnome Double Lambda. El motor més potent va permetre al «Eindecker» portar dos o tres metralladores 7,92 mm, la qual cosa va augmentar la seva potència de foc i va proporcionar redundància si una arma s'embussava, aquelcom freqüent en aquell moment. No obstant això, el «E.IV» era un disseny amb problemes i mai va aconseguir l'èxit del seu predecessor i aviat va ser superat pels avions de combat francesos i britànics.

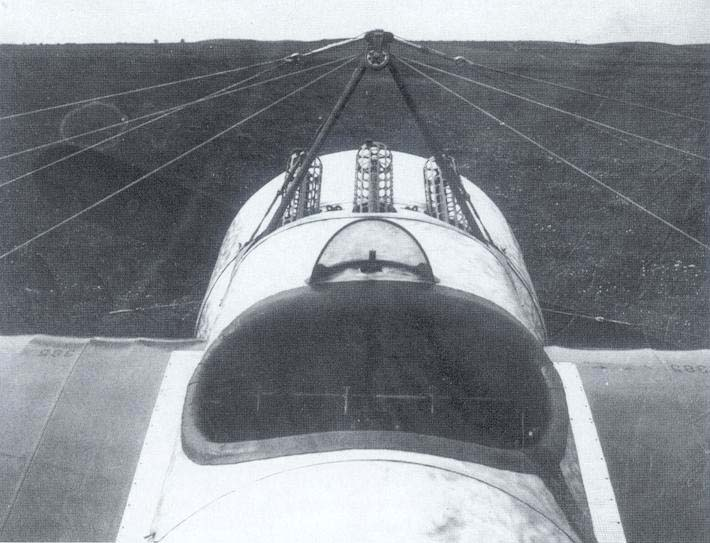
L'armament original "Three-Spandau" del Fokker E.IV, abans que es retirés l'arma de babord

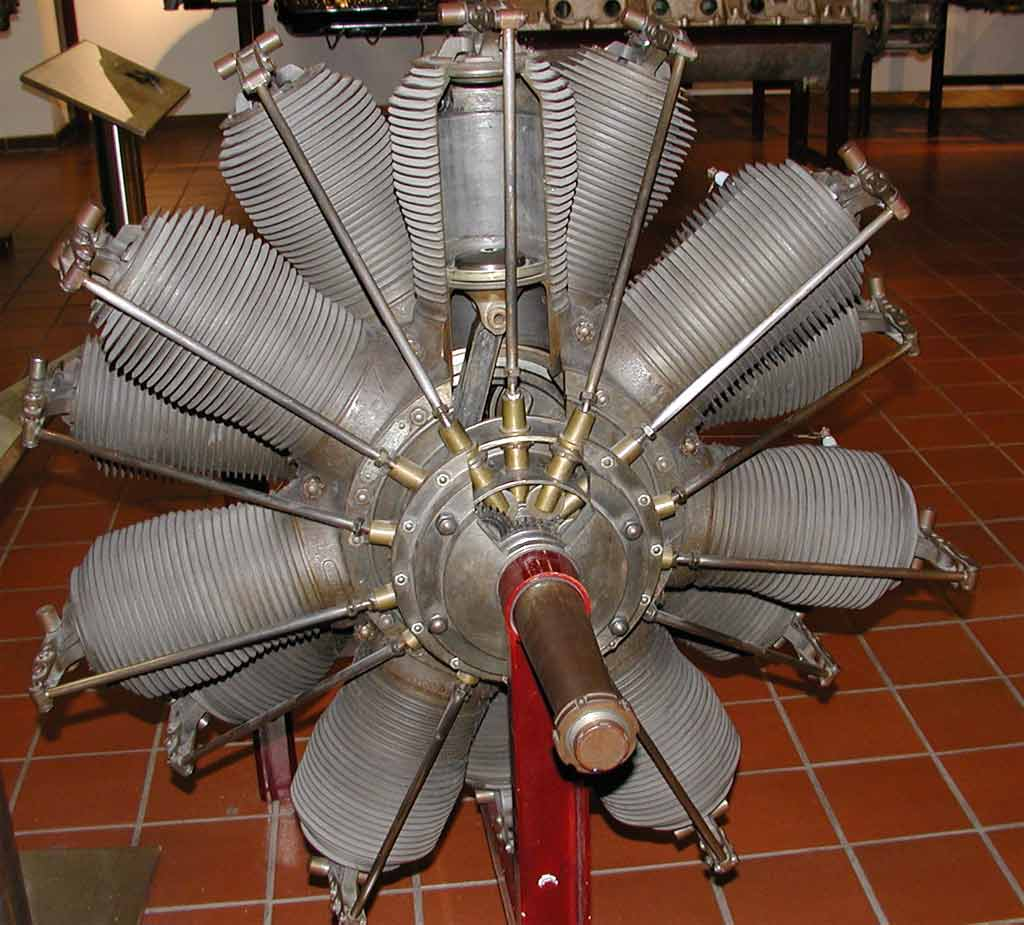
Motor alemany Oberursel U.III en un museu

El prototip «E.IV» va ser acceptat per ser provat per la Inspektion der Fliegertruppen alemanya al setembre de 1915. Es va equipar amb tres metralladores Spandau IMG-8 de 7,92 mm muntades per disparar cap amunt a 15°. Anthony Fokker va mostrar l'E.IV a Essen, però el complicat engranatge de triple sincronització va fallar i l'hèlix es va danyar. Es creu que l'eliminació de la metralladora del costat esquerre va ser pionera en el «E.IV» d'Oswald Boelcke, que es creu que va portar el 'IdFlieg sèrie 123/15', amb un sistema de sincronització doble més simple usat en la línia central i una Spandau MG 08 en el costat dret. El muntatge de metralladores dobles sincronitzades MG 08 "Spandau" cap endavant es va convertir en l'armament estàndard per les «E.IV» en producció i, de fet, per a tots els caces biplans alemanys de tipus D posteriors. La inclinació de les armes també va ser abandonada.

## Historial operacional
El prototip modificat es va sotmetre a una avaluació de combat en el Front Occidental per part del Oberleutnant Otto Parschau a l'octubre de 1915, la qual cosa el converteix en el primer caça de doble arma en servei. El destacat as alemany Oswald Boelcke va avaluar l'E.IV a la fàbrica de Fokker a Schwerin al novembre. Els pilots van descobrir que el muntatge de l'Oberursel U.III, molt més pesant, en el fuselatge de l'avió Eindecker no va produir un millor avió, un pilot el va descriure com «pràcticament un motor volador». Les forces inèrcia i giroscòpica de la massa giratòria van fer que el «E.IV» fos menys maniobrable que el «E.III» i qualsevol pèrdua d'eficiència del motor, notòriament poc fiable, va fer que l'aeronau fos pràcticament incontrolable, la qual cosa requeria que el motor estigués apagat. Girar sota aquestes condicions va ser extremadament difícil perquè l'E.IV encara usava la deformació de les ales en lloc dels alerons. A més, el motor va funcionar bé quan era nou, però va perdre potència després d'unes poques hores de funcionament.
Només es van construir 49 «E.IV» de la producció total d'Eindecker de 416 avions. Més de la meitat dels «E.IV» van entrar en servei al juny de 1916 i els últims van ser lliurats al desembre de 1916, moment en el qual van quedar obsolets.

## Operadors
Imperi alemany
- Luftstreitkräfte va operar amb 48 avions.
- Kaiserliche Marine va rebre un avió.

## Especificacions (E.IV)

### Característiques generals
- Tripulació: 1
- Longitud: 7.5 m (24 peus 7 pulg.)
- Envergadura: 10 m (32 peus 10 pulg.)
- Altura: 2.7 m (8 peus 10 in)
- Àrea d'ala: 15,9 m 2 (171 peus quadrats)
- Pes en buit: 466 kg (1027 lb)
- Pes màxim d'enlairament: 724 kg (1596 lb)
- Central elèctrica : 1 × Oberursel U.III 14-cil. Motor de pistó rotatiu refrigerat per aire de dues files, 119 kW (160 CV).

### Actuació
- Velocitat màxima: 170 km / h (106 mph; 92 kn)
- Rang: 240 km (149 el meu; 130 nmi)
- Sostre de servei: 3960 m (12 990 peus)
- Velocitat ascensional: 4167 m/s (820.3 ft/min)

### Armament
Pistoles: 2 × prospectives disparant 7,92 mm (.312) en LMG 08 "Spandau" metralladores
o 3 x cap endavant-combustió 7.92 mm (.312 en) LMG 08 "Spandau" metralladores